# Stenus palustris
Stenus palustris är en skalbaggsart som beskrevs av Wilhelm Ferdinand Erichson 1839. Stenus palustris ingår i släktet Stenus, och familjen kortvingar. Arten är reproducerande i Sverige.